# 루 존슨
루이스 브라운 존슨(영어: Louis Brown Johnson, 1934년 9월 22일~2020년 10월 1일)은 "스위트 루"(영어: Sweet Lou)라는 별명으로 알려진 미국의 프로 야구 선수로, 포지션은 외야수였다. 통산 8시즌 동안 메이저 리그 베이스볼(MLB)의 시카고 컵스, 로스앤젤레스/캘리포니아 에인절스, 밀워키 브레이브스, 로스앤젤레스 다저스, 시카고 컵스, 클리블랜드 인디언스 등지에서 뛰었다. 우투우타였으며, 5 피트 11 인치 (1.80 m)와 170 파운드 (77 kg)의 신체 조건을 갖춘 선수였다.